# 8757 Cyaneus
A 8757 Cyaneus (ideiglenes jelöléssel 6600 P-L) a Naprendszer kisbolygóövében található aszteroida. Cornelis Johannes van Houten, Ingrid van Houten-Groeneveld és Tom Gehrels fedezte fel 1960. szeptember 24-én.